# 新塞利夫卡 (博霍杜希夫市鎮)
50°9′43″N 35°35′47″E / 50.16194°N 35.59639°E

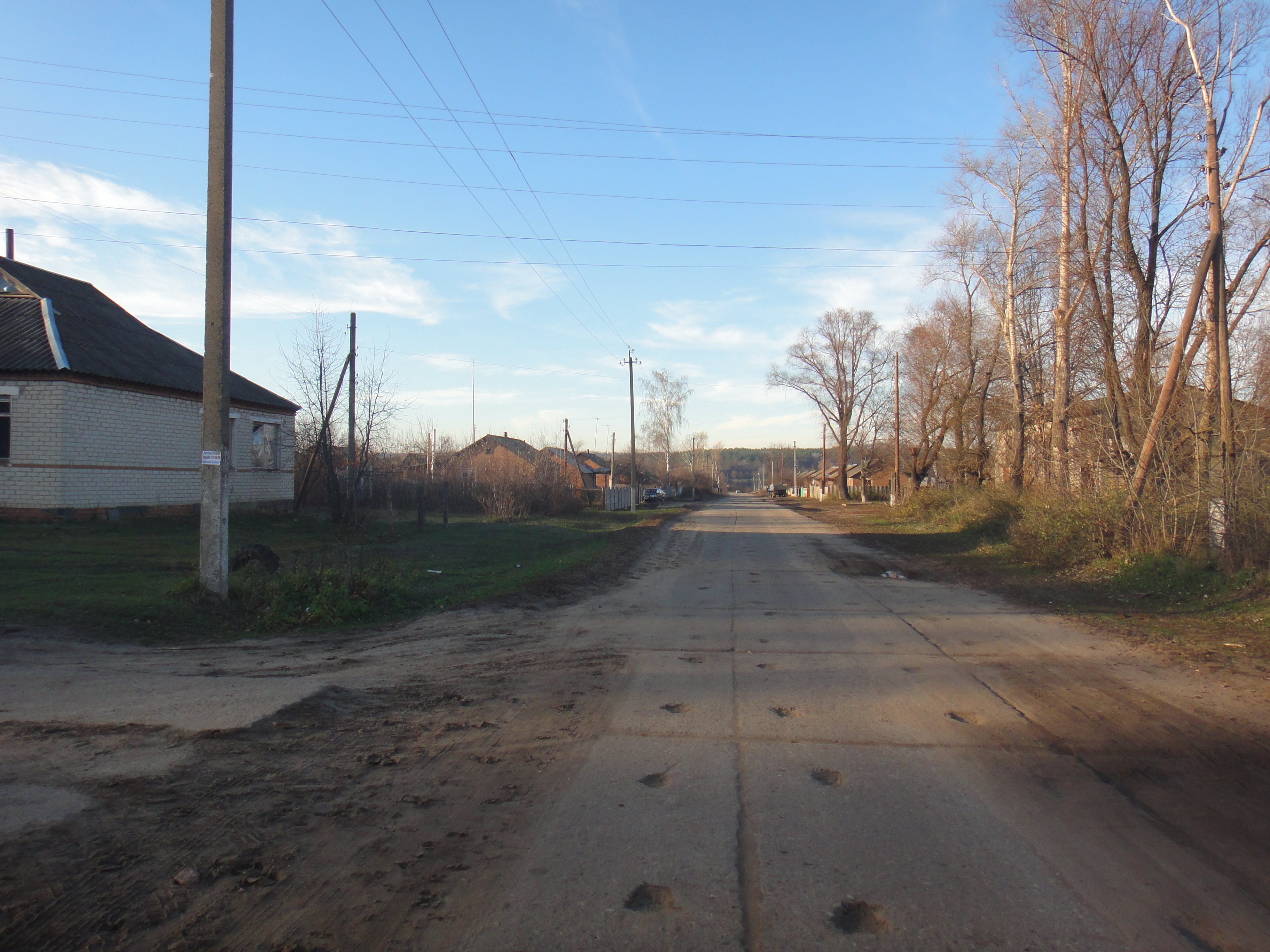

新塞利夫卡（烏克蘭語：Новоселівка）是位於烏克蘭東部的村莊，由哈爾科夫州博霍杜希夫區博霍杜希夫市鎮的扎布羅迪村委會負責管轄。該村始建於1665年，面積0.55平方公里，海拔高度165米，2001年人口201，人口密度每平方公里365人。